# Francis Vermaelen
Francis Vermaelen (ur. 5 sierpnia 1960 w Leuven) – belgijski kolarz szosowy, srebrny medalista mistrzostw świata.

## Kariera
Największy sukces w karierze Francis Vermaelen osiągnął w 1982 roku, kiedy zdobył srebrny medal w wyścigu ze startu wspólnego amatorów podczas mistrzostw świata w Goodwood. W zawodach tych wyprzedził go jedynie Bernd Drogan z NRD, a trzecie miejsce zajął Szwajcar Jürg Bruggmann. Był to jednak jedyny medal wywalczony przez Vermaelena na międzynarodowej imprezie tej rangi. W tym samym roku został także mistrzem Belgii w tej samej konkurencji. Ponadto w 1982 roku wygrał belgijski Grand Prix Bodson, w 1985 roku był najlepszy w kryterium w Buggenhout, a w 1981 roku zajął drugie miejsce w wyścigu Paryż-Troyes. Nigdy nie wziął udziału w igrzyskach olimpijskich.